# Aphilopota cydno
Aphilopota cydno là một loài bướm đêm trong họ Geometridae.